# Jaroslav Drobný
Jaroslav Drobný (Praag, 12 oktober 1921 – Londen, 13 september 2001) was een Tsjecho-Slowaaks ijshockeyer en Tsjecho-Slowaaks, Egyptisch en Brits tennisser. Hij was een uniek persoon, omdat hij zowel zijn favoriete winter- als zomersport op wereldniveau beoefende.
Met het Tsjecho-Slowaakse ijshockeyteam werd hij  wereldkampioen in 1947. Bij zijn enige deelname aan de Winterspelen van 1948, welke tegelijkertijd het wereldkampioenschap vormde, won hij de zilveren medaille.
In 1949 verliet hij zijn geboorteland. Tot 1954 woonde hij in Egypte, daarna in Engeland.
Als tennisser won hij drie grandslamtitels. Hij won Roland Garros in 1951 en 1952 en Wimbledon in 1954. In de finale versloeg hij Ken Rosewall (13–11, 4–6, 6–2 en 9–7). Hij was de eerste linkshandige speler die Wimbledon wist te winnen na Norman Brookes in 1914.
In 1983 werd Drobný opgenomen in de internationale Tennis Hall of Fame.

## Resultaten grandslamtoernooien
| Legenda | Legenda                          |
| ------- | -------------------------------- |
| g.t.    | geen toernooi gehouden           |
| l.c.    | lagere categorie                 |
| –       | niet deelgenomen                 |
| G       | uitgeschakeld in de groepsfase   |
| 1R      | uitgeschakeld in de eerste ronde |
| 2R      | uitgeschakeld in de tweede ronde |
| 3R      | uitgeschakeld in de derde ronde  |
| 4R      | uitgeschakeld in de vierde ronde |
| KF      | uitgeschakeld in de kwartfinale  |
| HF      | uitgeschakeld in de halve finale |
| F       | de finale verloren               |
| W       | het toernooi gewonnen            |
| w-v     | winst/verlies-balans             |

† in 1946 en 1947 werd Roland Garros na Wimbledon gehouden

### Enkelspel
| Australian Open | –  | –  | –  | –  | –  | –  | 4R | –  | – | –  | –  | –  | –  | –  | –  | –  | –  | –  | –  | –  | –  |
| Roland Garros   | –  | –  | F  | –  | F  | –  | F  | W  | W | HF | 4R | –  | 4R | 2R | 4R | 4R | 2R | 1R | 3R | 2R | 1R |
| Wimbledon       | 1R | 3R | HF | KF | 2R | F  | HF | 3R | F | HF | W  | KF | 1R | 2R | 4R | 1R | 1R | –  | –  | –  | –  |
| US Open         | –  | –  | –  | HF | HF | KF | 3R | –  | – | –  | –  | –  | –  | –  | –  | –  | –  | –  | –  | 1R | –  |

### Mannendubbelspel
| Australian Open | –  | –  | –  | –  | –  | F  | – | –  | –  | – | –  | –  | – | – | – | – | – | – | – | – |
| Roland Garros   | –  | ?  | –  | W  | –  | ?  | ? | ?  | ?  | ? | –  | HF | ? | ? | ? | ? | ? | ? | ? | ? |
| Wimbledon       | 2R | 3R | 3R | 3R | KF | HF | F | HF | 3R | – | 2R | –  | – | – | – | – | – | – | – | – |
| US Open         | –  | –  | ?  | ?  | ?  | ?  | – | –  | –  | – | –  | –  | – | – | – | – | – | – | ? | – |